# Свети Николай (Кожани)
„Свети Николай“ (на гръцки: Άγιος Νικόλαος) е православна църква в град Кожани, Егейска Македония, Гърция, катедрален храм на Сервийската и Кожанска епархия.

## История
Според надписа над главния вход църквата е изградена в 1664 година за нуждите на около две хилядите християни в града. Основен ктитор е първенецът Харисиос Трандас, който избира мястото на храма и успява да издейства султански ферман за строежа. Бързото развитие на Кожани в началото на XVIII век води до спешната необходимост да се издигне нов, по-голям храм. Така през 1721 година, след земетресение, епископ Захарий издейства нов ферман и църквата е разрушена и построена на ново, този път в настоящите, по-големи размери. Изписана е в 1730 година. Женското отделение е добавено в главната църква няколко години по-късно. С последвалото изграждане на параклиса „Свети Йоан Кръстител“ от западната страна църквата взима окончателната си форма.
В 1916 година митрополит Фотий Сервийски и Кожански добавя два купола на храма, премахнати в 1974 година.
С указ от 27 октомври / 6 ноември 1926 година църквата е обявена за исторически и археологически паметник. В 1986 година и екстериорът и интериорът на църквата са реставрирани.

## Архитектура
Като екстериор църквата не се отличава по нищо от останалите поствизантийски църкви в Северна Гърция – представлява частично вкопана трикорабна базилика, настлана с мрамор, с двускатен островърх покрив, покрит първоначално с плочи, а по-късно с керемиди. В страничните кораби са параклисите „Свети Йоан Кръстител“ и „Света Богородица“. Осветлението е оскъдно през малки прозорци.
Това, което впечатлява е богатият интериор. Живописта е изработена в 1730 година от братята Николаос и Теодорос от Янина. Женската църква е изписана по-късно от художник от Самарина. Владишкият трон, царският трон, амвонът и балдахинът на олтара са от XVII и XVIII век, резбовани и ползатени, и предлагат впечатляваща комбинация между градски и пасторален стил.

## Камбанария
Според запазения надпис в 1855 година на север от църквата е построена кулата камбанария. В 1867 година на източната ѝ страна е поставен часовник и кулата става обществена. В 1939 година е построен нов, седми етаж и е добавен часовник на четирите ѝ страни, а в 1954 година е възстановен куполът. Двадесет и шестметровата камбанария е символ на града.